# Königin-Charlotte-Straße
Die Königin-Charlotte-Straße (englisch Queen Charlotte Strait) ist eine Meerenge zwischen Vancouver Island und dem Festland British Columbias in West-Kanada. Sie wurde nach Königin Charlotte, der Gemahlin Georg III. benannt. Bis im Jahr 1924, als im 18th Report of the Geographic Board of Canada die Grenzen des Königin-Charlotte-Sound festgelegt wurden, wurde die Königin-Charlotte-Straße teilweise ebenfalls als Königin-Charlotte-Sound bezeichnet. Als Grenze zwischen dem nördlich gelegenen Königin-Charlotte-Sound und der südlich gelegenen Königin-Charlotte-Straße gelten zwei Landmarken, zum einen im Westen das Cape Sutil auf Vancouver Island und zum anderen im Osten das Cape Caution auf dem Festland.
Sie verbindet den Königin-Charlotte-Sound im Norden über die Johnstone-Straße und die Discovery Passage mit der Straße von Georgia und dem Puget Sound im Süden. An ihrem östlichen Ende liegt die Inselgruppe des Broughton-Archipels.
Die Meerenge ist Teil der Inside Passage sowie des Alaska Marine Highways von Washington nach Alaska.
Der Tidenhub der Königin-Charlotte-Straße beträgt im Regelfall zwischen 2 und 6 Meter.